# Urë Vajgurore
Urë Vajgurore este un oraș din Albania.
1. ↑  GeoNames